# Maria Josepha af Sachsen (1803–1829)
 For alternative betydninger, se Maria Josepha af Sachsen. (Se også artikler, som begynder med Maria Josepha af Sachsen)
Maria Josepha af Sachsen (6. december 1803 – 18. maj 1829) var en tysk prinsesse af Sachsen, der var dronning af Spanien fra 1819 til 1829 som ægtefælle til kong Ferdinand 7. af Spanien.
Maria Anna var datter af prins Maximilian af Sachsen og Caroline af Parma. Hun blev gift den 20. oktober 1819 i Madrid med kong Ferdinand 7. af Spanien i hans tredje ægteskab. De fik ingen børn.